# خورخي أمادور
خورخي أمادور (بالإسبانية: Jorge Amador)‏ هو لاعب كرة قدم مكسيكي، ولد في 8 ديسمبر 1991.